# Estação Oserki
Oserki (em russo:  Озерки) é uma das estações da linha Moskovsko-Petrogradskaia (Linha 2) do metro de São Petersburgo, na Rússia. Estação «Oserki» está localizada entre as estações «Prospekt Prosveshchenia» (ao norte) e «Udelhnaia» (ao sul).